# Ряшин, Максим Павлович
Максим Павлович Ряшин (род. 1 мая 1968, Глуховка, Абайская область) — российский государственный деятель, глава Ханты-Мансийска.

## Биография
Родился 1 мая 1968 года в Семипалатинской области.
С июня 1986 года по июль 1988 года прошел службу в рядах Советский армии.
Закончил обучение в Тюменском индустриальном институте (1992 год), в Уральской академии государственной службы (1999 год) и в Российской академии государственной службы при Президенте Российской Федерации (2005 год).

## Трудовая и политическая деятельность
- 1991 год — оператор по добыче нефти и газа ПО «Краснолененскнефтегаз» НГДУ «Талинскнефть».
- С октября 1992 по март 1999 года — геолог, ведущий инженер, заместитель начальника цеха добычи нефти и газа, начальник цеха добычи нефти и газа, главный инженер НГДУ «Талинскнефть» ОАО «Кондпетролеум».
- С марта 1999 года по март 2004 года — занимал ряд управленческих должностей в органах государственной власти (председатель комитета по управлению п. Талинка, заместитель главы администрации г. Нягань, заместитель главы местного самоуправления, глава администрации п. Талинка, генеральный директор МУ «Администрация г. Талинка»).
- С 2001 по 2006 год — депутат Думы третьего созыва города Нягани; преподаватель в филиале Тюменского государственного университета г. Нягани.
- С марта 2004 года по май 2011 года — Генеральный директор ООО Региональная лесопромышленная компания «Кода Лес».
- С 2006 года по 2011 год — депутат Думы города Ханты-Мансийска четвертого созыва.
- С 25 мая 2011 года по сентябрь 2016 года — Глава Администрации города Ханты-Мансийска.
- С 28 октября 2016 года — Глава города Ханты-Мансийска.

## Личная жизнь
Женат, четверо детей.

## Награды
- Медаль «За вклад в развитие местного самоуправления» (2012)
- Почётный нагрудный знак «За вклад в развитие законодательства» (27 февраля 2020)